# Sokkariyeh
Kaser Eda  (tiếng tiếng Thổ Nhĩ Kỳ: Kesir İde, tiếng Ả Rập: كسرعده, đã Latinh hoá: Kasīr Eda) Hoặc Al-Sokkareyah (tiếng Ả Rập: السكرية, đã Latinh hoá: Al-Sūkkarīyyah) là một ngôi làng Syria nằm ở Jisr al-Shughur Nahiyah ở quận Jisr al-Shughur, Idlib. Theo Cục Thống kê Trung ương Syria (CBS), ông Sokkariyeh có dân số 967 trong cuộc điều tra dân số năm 2004. Cư dân của nó chủ yếu là người dân tộc Thổ Nhĩ Kỳ, họ nói tiếng Thổ Nhĩ Kỳ như tiếng mẹ đẻ.